# ماسایوکی اوچیای (بازیکن فوتبال)
ماسایوکی اوچیای (ژاپنی: 落合 正幸؛ زادهٔ ۱۱ ژوئیهٔ ۱۹۸۱) یک بازیکن فوتبال اهل ژاپن است.
از باشگاه‌هایی که در آن بازی کرده‌است می‌توان به باشگاه فوتبال کاشیوا ریسول، باشگاه فوتبال ساگان توسو، باشگاه فوتبال کاوازاکی فرونتال و باشگاه فوتبال توچیگی اشاره کرد.